# Cancellaria mediamericana
Cancellaria mediamericana is een slakkensoort uit de familie van de Cancellariidae. De wetenschappelijke naam van de soort is voor het eerst geldig gepubliceerd in 1998 door Petuch.